# 斯堅扎里奇
50°55′52″N 24°7′55″E / 50.93111°N 24.13194°E
斯堅扎里奇（烏克蘭語：Стенжаричі），是烏克蘭西北部的村莊，隸屬沃倫州的沃洛德米爾區。該村始建於1565年，面積2.36平方公里，2001年人口492，人口密度每平方公里208.47人。